# Abdij van Lobbes

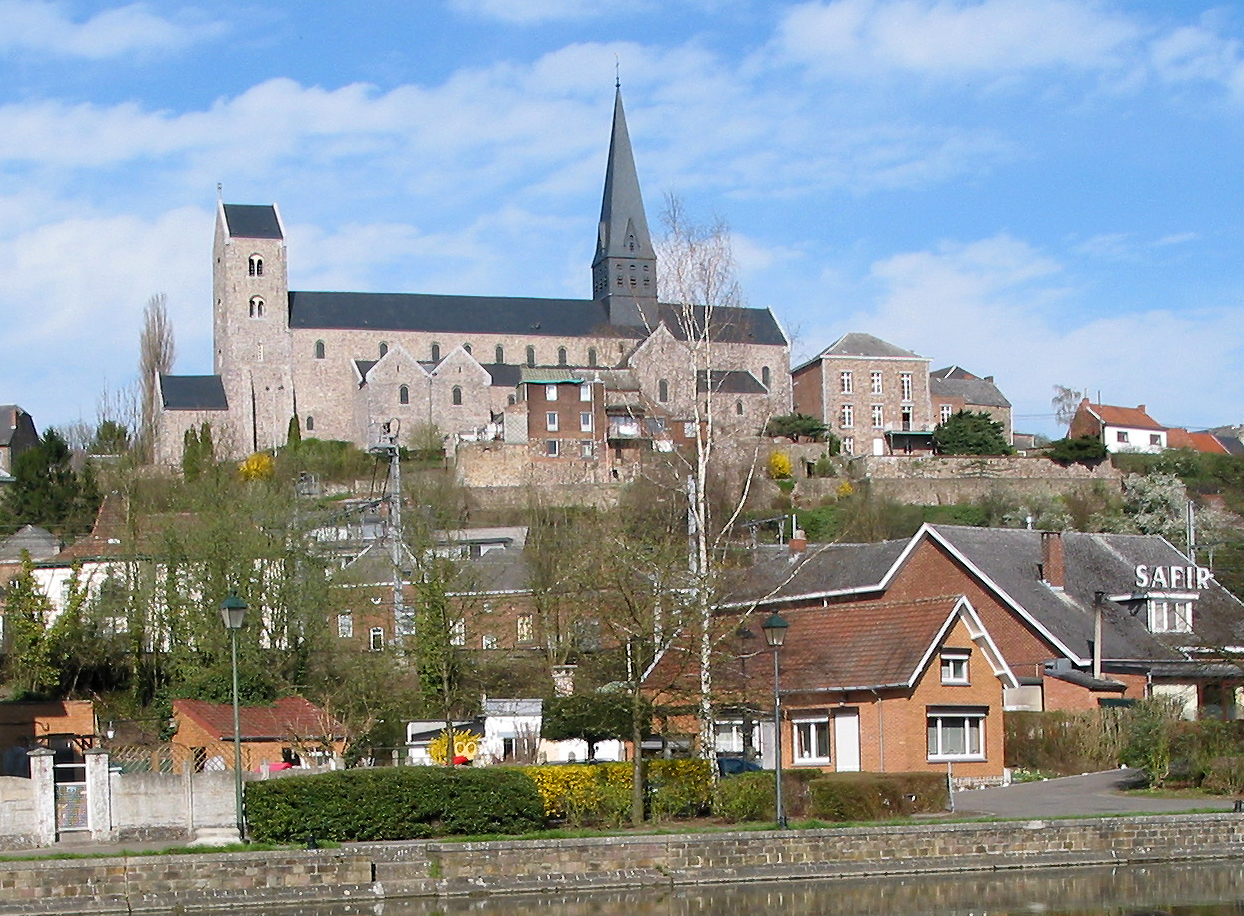
Zicht op de abdijheuvel met de Sint-Ursmaruskerk

De Sint-Pietersabdij van Lobbes was een oude en prestigieuze benedictijnerabdij gelegen te Lobbes, nabij Thuin in de provincie Henegouwen (België). De abdij werd volgens de overlevering rond 645 gesticht aan de Samber door de heilige Landelinus. Ze speelde een belangrijke rol in het religieuze, politieke en intellectuele leven van het prinsbisdom Luik, vooral in het begin van het tweede millennium. Ze werd in brand gestoken en vernield door Franse revolutionairen in 1794. Door een gelukkig toeval bleef de abdij in bezit van haar oudste annalen, zodat haar geschiedenis goed bewaard is gebleven.

## Geschiedenis

### Stichting

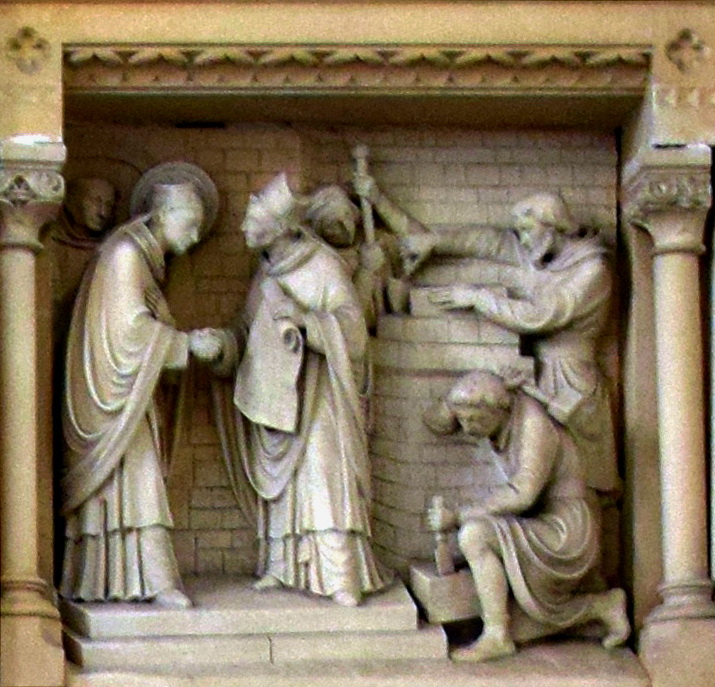
Bouw van de abdij (19e-eeuws reliëf in de Sint-Ursmaruskerk)

Volgens de overlevering was Landelinus van Crespin afkomstig uit Bapaume (Picardië). Zijn familie zou afstammen van de Merovingers. Reeds als kind bewees hij een vlijtig student te zijn, zodat bisschop Aubert van Kamerijk, die hem gedoopt had, hem de kans gaf les te volgen aan de bisschoppelijke school. Op die manier bereikte Landelinus een hoge graad van geleerdheid, hetgeen hem voorbestemde tot een kerkelijke bestuursfunctie. Zijn niet zo godsdienstig ingestelde familieleden raadden hem het vrome bestaan echter af en lieten hem proeven van de "aardse geneugten". Landelinus liet zich op sleeptouw nemen, staakte zijn studies en trok de wijde wereld in. Tijdens zijn omzwervingen belandde hij aan de oevers van de Samber. Daar kwam hij toevallig terecht bij roversbenden die deze bosrijke streek onveilig maakten. Vreemd genoeg voelde hij zich er thuis en als ontwikkelde jongeman verwierf hij, onder de bijnaam "Maurosus", het leiderschap over de boeven. Volgens de legende beleefde hij zelfs genoegen aan moorden en plundertochten.
Rond 650 kreeg hij echter plotseling berouw over zijn daden en wenste de plek waar hij zoveel kwaad had aangericht te heiligen door de stichting van een kloostergemeenschap, waarvan hij de leiding nam. Toen het aantal monniken gestadig toenam, trok hij zich terug als abt.

### Verdere geschiedenis

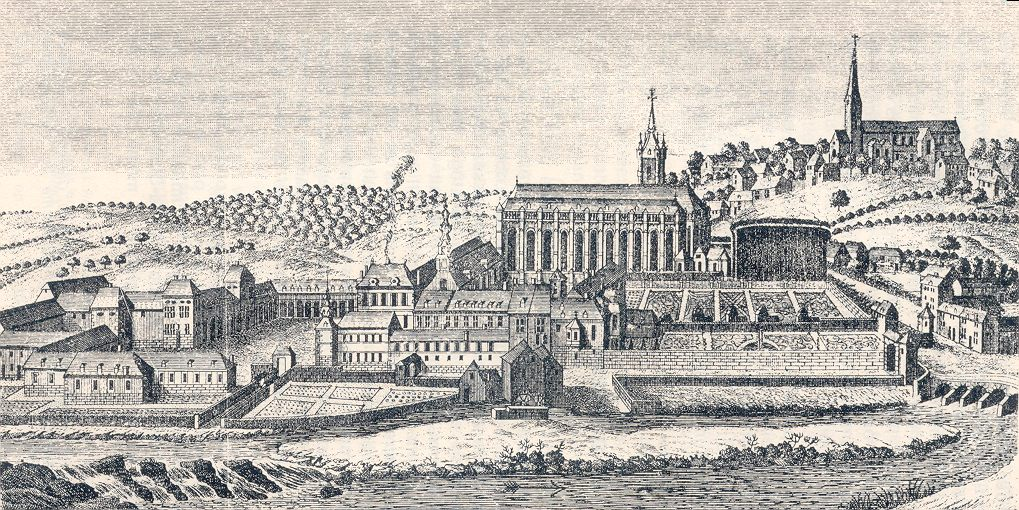
18e-eeuwse gravure van de abdij

Landelinus werd opgevolgd door Ursmarus († 713) en vervolgens door Erminus († 737), terwijl Lobbes stilaan uitgroeide tot de belangrijkste abdij uit die periode. De abdijschool verkreeg bijzondere faam onder Anson, de zesde abt.
Rond 864 werd ene Hubertus tot abt verkozen, een zwager van koning Lotharius II (855-869), wat het begin betekende van zowel moreel als materieel verval van de abdij, wat bleef voortduren toen Franco abt werd. Als bisschop van Luik bracht hij de abdij onder het bestuur van zijn bisdom. In 960 kreeg Lobbes zijn onafhankelijkheid terug. Onder het bewind van de abten Folquinus (965-990), Heriger (990-1007) en Hugo (1033-1053) herwon de abdijschool haar vroegere reputatie.
In 1409 verhuisde het seculier kapittel van de abdij van Lobbes naar het nabije Binche. De kanunniken namen daarbij ook de relikwieën van Sint-Ursmarus. De kapittelkerk van Binche werd daarna aangeduid als Sint-Ursmaruskerk.
In 1569 werd Lobbes samen met andere abdijen (waaronder die van Sint-Vaast in Atrecht) opgenomen in de "Benedictijner Congregatie van Sint-Vaast".
In 1793 werd Vulgise de Vigneron tot abt verkozen. Hij zou de laatste abt van Lobbes worden: dertien maanden later werd hij samen met zijn 43 monniken door Franse troepen verdreven. De monniken vonden een onderkomen in Duitse kloosters. Lobbes behoorde na negen eeuwen niet langer bij het prinsbisdom Luik, maar tot het nieuwe Franse departement Jemappes. De gebouwen raakten in verval en werden geleidelijk afgebroken, met uitzondering van de Sint-Ursmaruskerk en enkele bijgebouwen.

## Erfgoed

### Sint-Ursmaruskerk, exterieur
De huidige Sint-Ursmaruskerk is niet de oude abdijkerk. Ze was bedoeld als grafkapel voor de abdij: de aanwezigheid van de relieken van de apostel Petrus liet namelijk niet toe dat "eenvoudige" kloosterlingen (of zelfs niet de abten) zouden begraven worden op een dergelijke hoogheilige plaats. Daarom werd op de tegenoverliggende heuvel een grafkerk gebouwd. Omdat de Sint-Ursmaruskerk uit de Karolingische tijd stamt, is het een van de oudste (indien al niet de oudste) van België. Het koor en de crypte zijn romaans en vallen op door hun helderheid en soberheid. De toren met portaal aan de westzijde is een mooi voorbeeld van Maaslandse bouwkunst. In de 19e eeuw is de spitse vieringtoren toegevoegd.

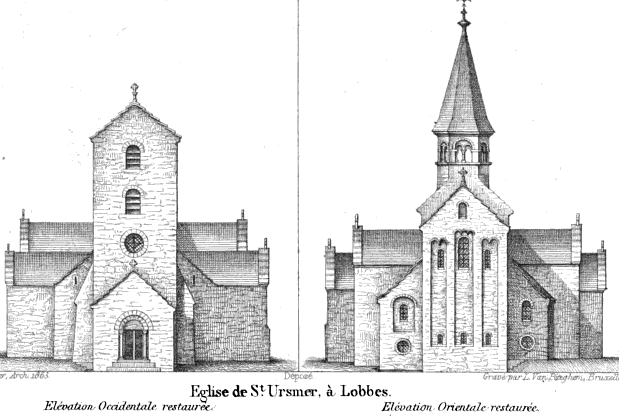
West- en oostfaçade
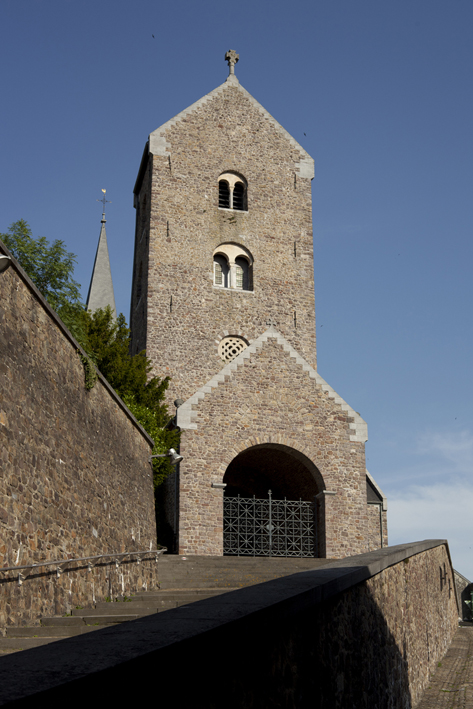
Westportaal en toren
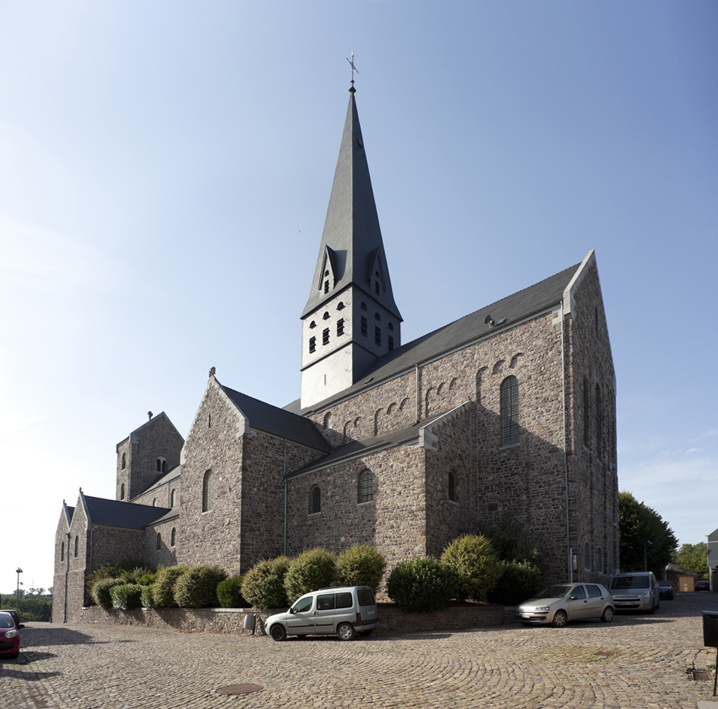
Noordoostzijde

### Sint-Ursmaruskerk, interieur
Het interieur van de kerk is helderwit gepleisterd met een eenvoudig houten plafond. Bijzonder in deze streken is het gebruik van het alternerend stelsel in de viering. De meubilering is sober. In de crypte bevinden zich de graftomben van de abten Ursmarus en Erminus, evenals de fraaie grafstenen van enkele 16e-eeuwse abten.

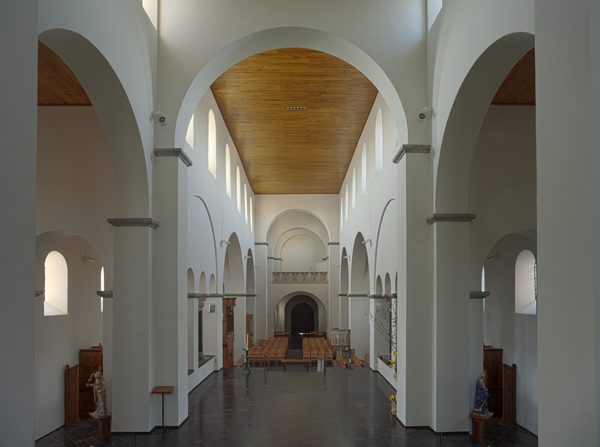
Interieur naar het westen
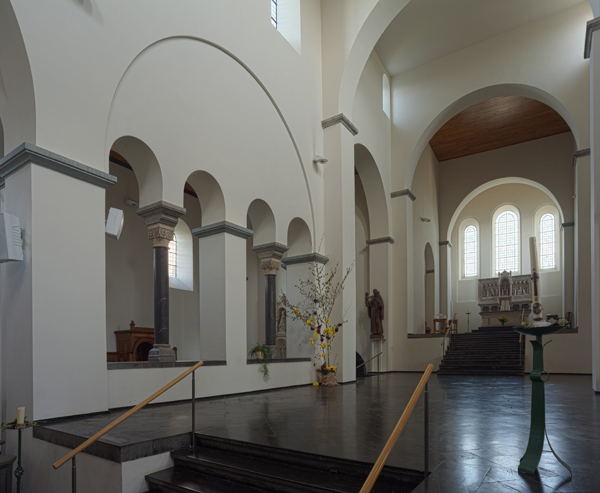
Alternerend stelsel en koor
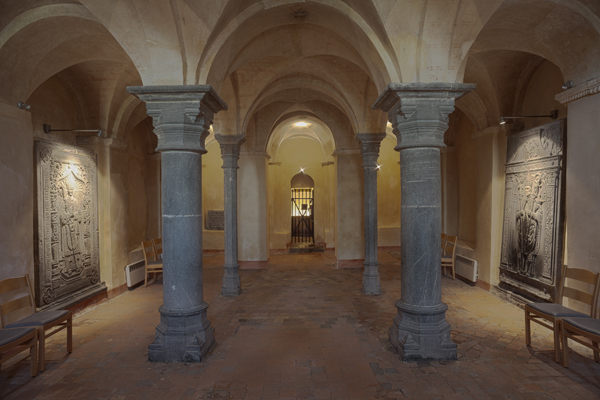
Crypte

### Overig erfgoed
Van het grote abdijcomplex zijn slechts restanten over, zoals het poortgebouw met enkele bijgebouwen, de abdijhoeve en een gedeelte dat vrijwel onherkenbaar ingewerkt werd in het spoorwegstation van Lobbes.

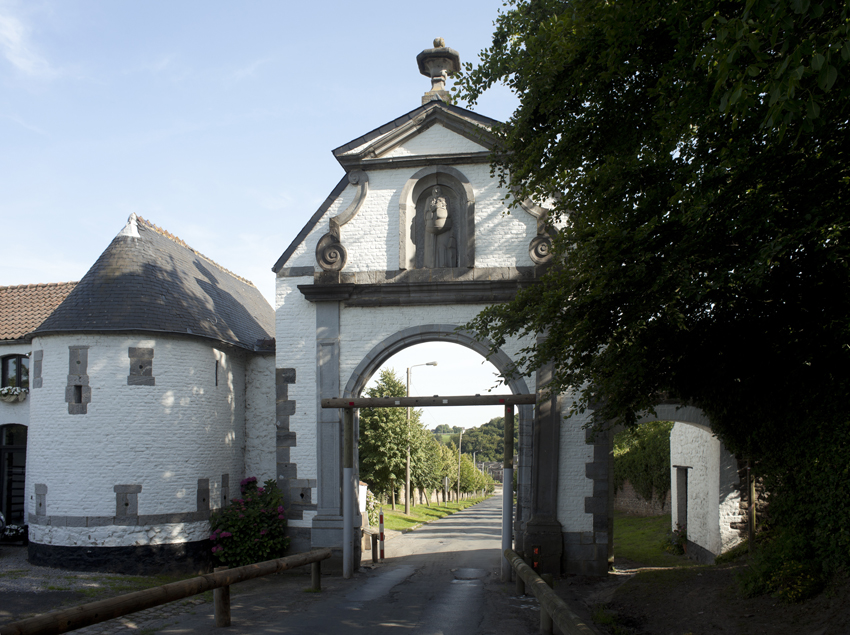
Poortgebouw, veldzijde
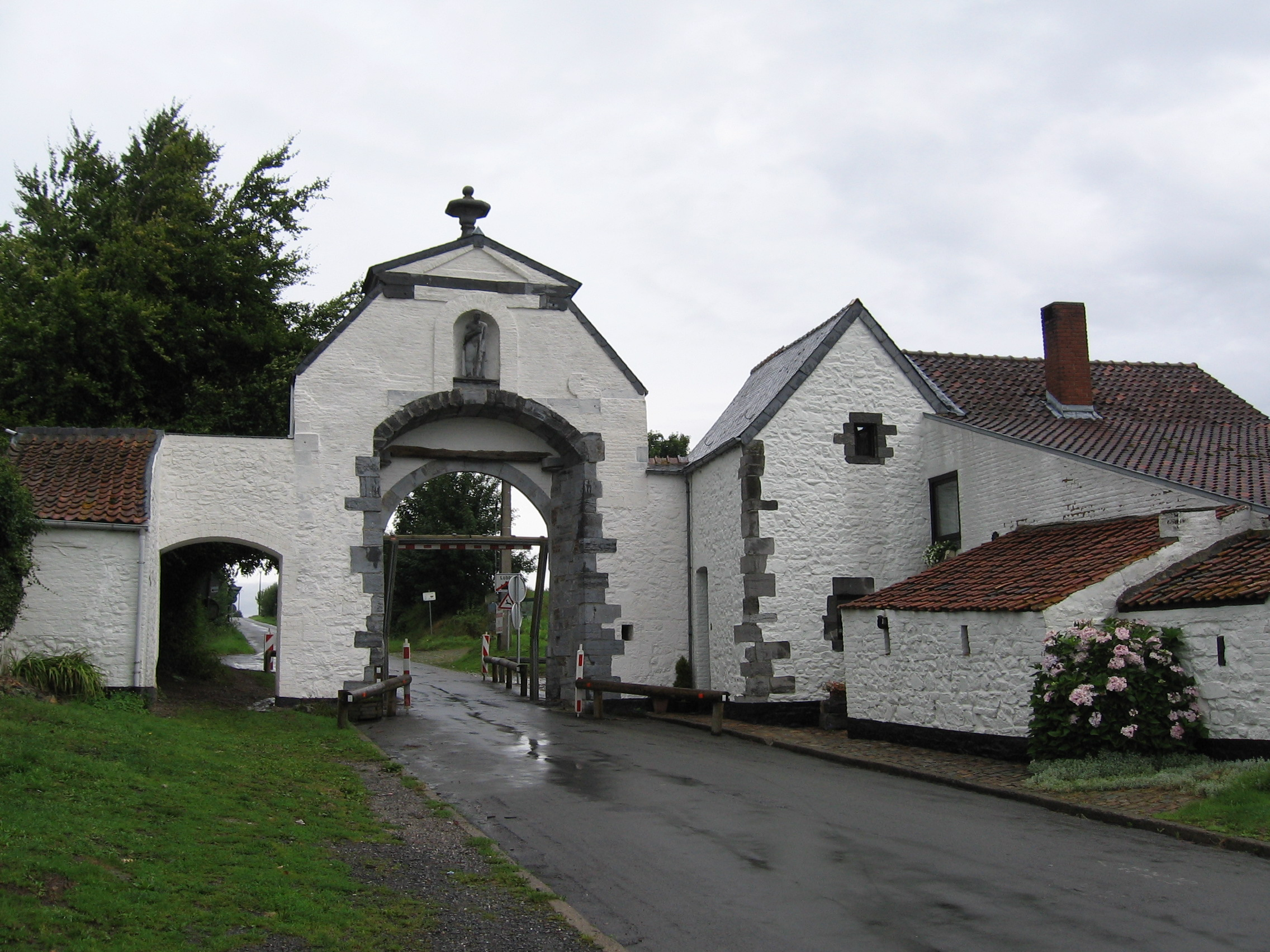
Binnenzijde poort met bijgebouwen
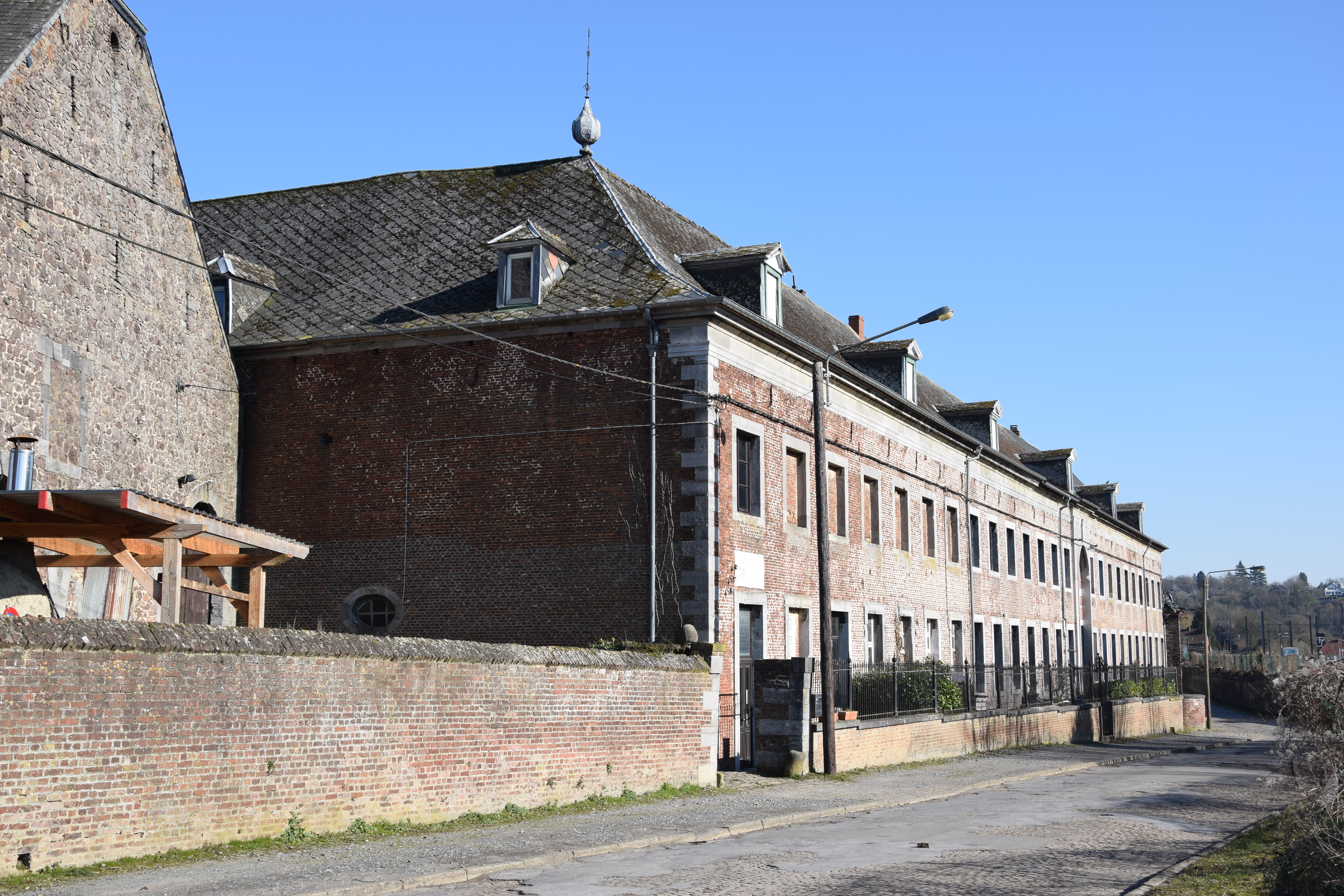
Restant abdijgebouw

## Verder lezen
- (fr)  Joachim Vos, Lobbes, son abbaye et son chapitre. Histoire complète du monastère de Saint-Pierre à Lobbes et du chapître de Saint-Ursmer à Lobbes et à Binche, 2 dln., 1865
- (fr)  Théophile Lejeune, Monographie de l'ancienne Abbaye de St. Pierre de Lobbes, 1883
- (fr)  Jérôme Verdoot, Pour les siècles des siècles. L'abbaye Saint-Pierre de Lobbes au Moyen Âge (VIIe-XVe siècles), 2018, ISBN 9789492982834.